# 高爾夫球場

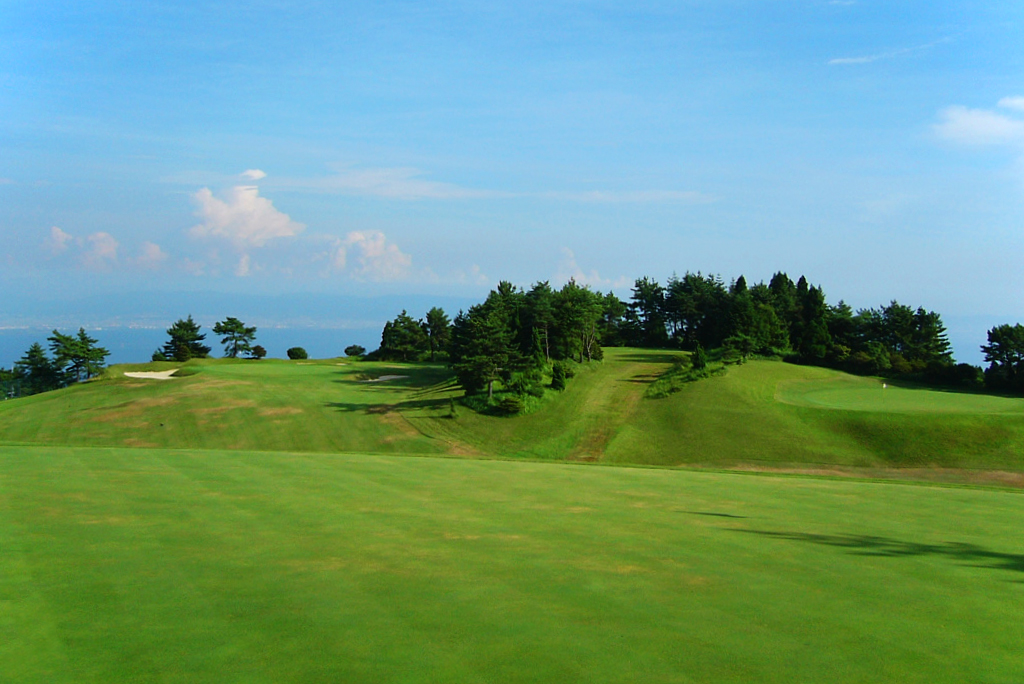
日本神戶市的一座高爾夫球場

高爾夫球場，也称为高球場或哥爾夫球場或哥球場（英語：Golf course）是進行高爾夫球和足球高尔夫運動時所需的場地。一個標準的高爾夫球場包括18個洞（Hole）。有的高爾夫球場僅有9個洞，也有的有27或36個洞。每個洞都有規定的桿數，稱為標準桿。標準桿數為72桿。球場內有發球台、球道、果嶺、長草、沙坑、水池等障礙組成。不同的高爾夫球場之間有著巨大的差距，對於不同類型的選手會產生很大的影響。一些高爾夫球場由知名的高爾夫選手所設計。此外，有的高爾夫球場還會附帶練習場地。
由於高爾夫球場須廣大的面積及良好的草皮，因此興建與維護成本較大，一些會員制高爾夫球場所發行的會員證價格高昂，甚至可視為有價證券。
一些地方設有獨立的高爾夫練習場，設有發球台可供揮桿練習，費用較低廉，佈局類似棒球、壘球的打擊練習場。

## 高爾夫球場的組成部分

高爾夫球場的組成部分:
1 = 發球台
2 = 水障礙
3 = 長草區
4 = 界外
5 = 沙坑
6 = 水池
7 = 球道
8 = 果嶺
9 = 旗桿
10 = 球洞

### 發球台
每一個球洞都由發球台開始，而且通常都有多於一個發球台，以顏色區分難度。通常發球台的地面都會較為平坦，青草會被剪短至與果嶺差不多的長度。發球台上會放置兩個有顏色的標誌，球員可以在標誌後兩支球桿以內的長方形區域內發球。紅色發球台由於離果嶺最近，多為女子使用。較遠的黃色發球台可供初學者或長者使用。一般男子球員會使用白色發球台。而最遠的藍色或黑色發球台則為職業選手或比賽時使用。發球台是高爾夫球場內唯一可以使用球座（Tee）的地方，所以發球台又稱「梯台」（Tee Box）。

### 拋球區
可以位於球道的前端，供發球失誤時使用。當球員發球失誤時，他可以選擇再次發球，或到拋球區在加罰一杆的前提下繼續打球。

### 球道與長草區

狗腿球道

發球區與果嶺之間，青草被平均地剪短的區域被稱為球道，球道的長度由百多碼至五百多碼不等，視乎該球洞為3、4或5標準桿球洞。發球區與果嶺之間非一定呈直線，球道可以中途轉彎一次或兩次，這種球洞被稱為「狗腿洞」或「雙狗腿洞」。球道上於特定距離會有標誌供球員參考，如離果嶺還有250、200、150、100碼等（歐洲的球場會使用公尺）。
球道的兩側為長草區，高爾夫球落在長草區，由於揮桿時高爾夫球桿的桿頭可能被長草纏着，會比較難打。

### 果嶺
果嶺是球洞所在的區域，草面平滑有助於推球。果嶺沒有固定的尺寸和形狀，果嶺也不一定是小山丘。果嶺上會將草修剪得非常短，以利於球的滾動。果嶺上亦都有特定的規則和禮儀，例如不要踩在別人的球線上、修補因為球鞋所造成的痕跡等。雖然一般情況球員都會在果嶺上用推桿打球，但是其實球員可以自由選擇用任何一支球桿。

### 障礙
高爾夫球場上的障礙可以是水障礙，例如溪流、水池或湖泊，亦可以是沙坑或者在興建球場之前已經存在的古舊建築遺跡甚至是墳墓。

#### 沙坑
沙坑可以位於球道上或果嶺旁邊，將球從沙坑中打出來有其特別的技巧，由於沙坑通常是一座低窪的深坑，會與球道有一定的高低落差，且大多數時候球落在沙坑時會陷入沙子內，因此大多數職業選手會使用大角度鐵桿或者挖起桿以「掘沙」的方式，擊打球底下的沙子，並將球以高彈道球的擊球路徑帶出沙坑外；而在高爾夫規則中，於非擊球時將球桿碰觸到沙坑表面會被認為是整平沙坑的不當舉動，而會被罰兩桿，因此也增加了在沙坑中擊球的難度，並大大減少了擊球的距離與準確度。
高爾夫球員在沙坑擊球完畢之後，該球員或是桿弟必須將沙坑用高爾夫沙耙將沙坑裡的腳印與球痕整平，以避免影響下一組球員擊球，在部分職業賽事當中，亦有賽事人員協助球員整理沙坑。

#### 水池
水池除了為高爾夫球場添加難度之外，還有為灌溉蓄水的功能。

## 對環境的影響
高爾夫球場對環境影響的關注自1960年代開始有所增長，具體問題包括水資源和肥料及除蟲劑的使用，以及在興建期間對濕地或其他具保育價值地區的影響。據聯合國的統計，全球用於灌溉高爾夫球場草地的用水達每天25億加侖（95億公升）。1988年，美國國家環境保護局禁止二嗪磷（一種有機磷殺蟲劑）的使用，以免鳥類受到負面影響。
與此同時，高爾夫球場亦對環境有正面影響，包括舒緩熱島效應、為野生動物提供生存條件、為暴雨提供緩衝區、循環再用已初步處理的污水等。

## 符號編碼
高爾夫球洞符號編碼記載於雜項符號。
- U+26F3 ⛳ FLAG IN HOLE